# Gundula Janowitz
Gundula Janowitz (* 2. August 1937 in Berlin) ist eine österreichische Opern-, Oratorien- und Konzertsängerin (lyrischer Sopran).

## Leben
Gundula Janowitz studierte in Graz bei Herbert Thöny und begann bereits Ende der 1950er Jahre in hochrangigen Ensembles zu singen (etwa Die Schöpfung mit Herbert von Karajan, 1960). 1960 sang sie eines der Blumenmädchen in Wagners Parsifal bei den Bayreuther Festspielen. In demselben Jahr engagierte sie Karajan als Barbarina in Mozarts Le nozze di Figaro an die Wiener Staatsoper, deren ständiges Mitglied sie bis 1990 blieb. Von Wien aus begann auch ihre internationale Karriere. 1963 debütierte sie beim internationalen Festival d’Aix-en-Provence sowie bei den Salzburger Festspielen, 1964 folgte ihr Debüt beim Glyndebourne Festival (an der Seite von Luciano Pavarotti).
Gundula Janowitz gastierte an den führenden Opernhäusern weltweit (z. B. Metropolitan Opera, Teatro alla Scala, Covent Garden). An der Pariser Oper sang sie 1973 die Gräfin in einer legendären Neuinszenierung von Le nozze di Figaro (Dirigent Georg Solti, Regie Giorgio Strehler, Bühnenbild Ezio Frigerio).
In den 1960er- und 1970er-Jahren war sie eine der international meistgefragten Sängerinnen ihres Fachs und erarbeitete sich eine umfassende und weitbeachtete Diskografie von Johann Sebastian Bach bis Richard Strauss in Zusammenarbeit mit den bedeutendsten Dirigenten (ihr zeitweiliger Mentor Herbert von Karajan, Otto Klemperer, Karl Böhm, Eugen Jochum, Leonard Bernstein, Rafael Kubelík, Georg Solti, Carlos Kleiber). Ferner wirkte sie sehr erfolgreich unter Karl Richter, u. a. mit dem Weihnachtsoratorium.
Einer der Arbeitsschwerpunkte von Janowitz war die Gestaltung von Liederabenden, so mehrmals bei den Salzburger Festspielen. Ihrer sängerischen Karriere schloss sich eine Tätigkeit als Gesangslehrerin an. 1990 übernahm sie vorübergehend die Position der Operndirektorin in Graz. In dieser Position war sie auch Mitglied der Jury des 3. Europäischen Sängerwettstreits ein Jahr zuvor.
Ihre Abschiedspremiere war im November 1987 an der Wiener Staatsoper die Klytämnestra in Christoph Willibald Glucks Iphigénie en Aulide (Dirigent Charles Mackerras, Regie Claus Helmut Drese, Bühnenbild Hans Schavernoch). Ihren offiziellen Bühnenabschied nahm Gundula Janowitz 1990.
Gundula Janowitz war bis zu dessen Tode verheiratet mit dem Berliner Opernregisseur Nikolaus Sulzberger und lebt in der Umgebung von St. Pölten, Niederösterreich.

## Stimme und Repertoire
Gundula Janowitz’ Stimme zeichnete sich durch einen sehr hellen, reinen, tremolofreien Ton mit geringem Vibrato und gleichmäßiger Atemtechnik aus und behielt ihren jugendlichen Klang und ihre Frische bis ins reifere Alter. Wie ihre vom Timbre her ähnlichen Vorgängerinnen Elisabeth Grümmer und Maria Stader und ihre Altersgenossin Elizabeth Harwood beherrschte sie vor allen Dingen das hohe und mittlere Register und den lyrisch-pathetischen Ausdruck. So übernahm sie zunehmend jugendlich-dramatische (Sieglinde, Leonore) oder komische Rollen (Marzelline, Marie, Rosalinde), doch wurde sie vor allen Dingen als Gräfin Almaviva, Pamina, Agathe, Micaela, Elisabetta, Aida, Odabella, Elisabeth, Amelia, Mimi, Elsa, Eva, Gutrune, Arabella, Ariadne, Marschallin, Fiordiligi, Donna Anna und als Gräfin in Capriccio berühmt. Bis auf wenige Ausnahmen mied sie fremdsprachige Partien sowie generell das moderne Repertoire, ausgenommen die Komponisten Richard Strauss, Paul Hindemith und Carl Orff.

## Auszeichnungen
- 1963: Richard Wagner-Medaille Bayreuth
- 1967: Österreichische Kammersängerin
- 1974: Berliner Kammersängerin
- 1978: Joseph Marx-Musikpreis des Landes Steiermark
- 1981: Ehrenmitglied der Wiener Staatsoper
- 2000: Österreichisches Ehrenkreuz für Wissenschaft und Kunst I. Klasse
- 2003: Goldenes Ehrenzeichen für Verdienste um das Land Wien
- 2017: Ehrenplakette Richard Strauss des Richard-Strauss-Festivals in Garmisch-Partenkirchen
- 2019: Hugo-Wolf-Medaille[11]
- Großes Goldenes Ehrenzeichen des Landes Steiermark
- 2022: Österreichischer Musiktheaterpreis für das Lebenswerk[12][13]
- 2024 Opus Klassik für das Lebenswerk.[14]

## Diskografie (Auswahl)
- Mit Otto Klemperer: Die Zauberflöte
- Mit Herbert von Karajan: Die Schöpfung, Die Jahreszeiten, Die Walküre, Götterdämmerung, Matthäuspassion, h-Moll-Messe, Fidelio (als Marzelline), 9. Sinfonie, Missa solemnis, Ein deutsches Requiem, Vier letzte Lieder
- Mit Leonard Bernstein: Fidelio (als Leonore)
- Mit Eugen Jochum: Carmina Burana
- Mit Carlos Kleiber: Der Freischütz
- Mit Karl Böhm: Così fan tutte, Le nozze di Figaro, Die Fledermaus, Die Jahreszeiten, Capriccio
- Mit Rafael Kubelík: Die Meistersinger von Nürnberg, Lohengrin
- Mit Rudolf Kempe: Ariadne auf Naxos
- Mit Karl Richter: Weihnachtsoratorium, h-Moll-Messe, Messiah
- Mit Hans Knappertsbusch: Parsifal (1962 – als Blumenmädchen)
- Mit Irwin Gage: 52 Schubert-Lieder, Deutsche Grammophon

## Filmografie (Auswahl)
Opern:
- Arabella, u. a. mit Bernd Weikl, Sona Ghazarian, Edita Gruberová, Martha Mödl, Regie: Otto Schenk, Dirigent: Georg Solti, Wiener Philharmoniker (Decca 1977)
- Ariadne auf Naxos, u. a. mit René Kollo, Walter Berry, Trudeliese Schmidt, Edita Gruberová, Heinz Zednik, Dirigent: Karl Böhm, Wiener Philharmoniker (DG 1978)
- Fidelio, u. a. mit Lucia Popp, René Kollo, Manfred Jungwirth, Hans Sotin, Adolf Dallapozza, Regie: Otto Schenk, Dirigent: Leonard Bernstein, Wiener Philharmoniker (TV Movie 1978)
- Les noces de Figaro, u. a. mit Gabriel Bacquier, Jane Berbié, José van Dam, Frederica von Stade, Dirigent: Georg Solti, Orchestre et Choeur de l’Opéra national de Paris (TV Movie 1980)

Interview:
- Da Capo. Gundula Janowitz im Gespräch mit August Everding. ZDF, Mainz 1991